# Heinrich Wenzel
Heinrich Wenzel (Mainz, 7 juni 1855 – Londen, 16 juni 1893) was een Duits taalwetenschapper met als belangrijkste onderzoeksterrein de Indologie en Tibetologie. Wenzel beheerste bij elkaar twaalf talen.

## Studie
Wenzel studeerde Oosterse talen aan de universiteiten van Jena, Leipzig en Tübingen, waar hij in het voorjaar van 1879 met een werk over de achtste naamval in de Rig-Veda promoveerde.
Aansluitend ging hij naar Oxford om zich bij Max Müller verder te verdiepen in de indologische studie. Müller leidde zijn interesse naar de toen nog weinig onderzochte Tibetaanse taal en Tibetaanse literatuur. Om zich daar beter in te kunnen verdiepen, reisde hij af naar Herrnhut waar zich de taalonderzoeker en missionaris Heinrich August Jäschke bevond, de op dat moment best ingewijde tibetoloog in Duitsland.
Wenzel bleef daar twee jaar lang en bracht na de dood van Jäschke in 1883 een tweede oplage uit van diens Tibetan grammar.

## Werk
In 1886 verwierf hij de habilitatie in Leipzig met de vertaling van de Brief van Nagarjuna aan koning Udayana, maar keerde kort na de dood van zijn moeder definitief naar Engeland terug.
Hier richtte hij zich op verdere studie en publiceerde daarover een reeks van artikelen in de Journal of the Royal Asiatic Society of Great Britain and Ireland (JRAS). Een volgend hoofdthema in zijn werk kwam te liggen in de vertaling van indologische artikelen uit het Russisch, om ze zo beter toegankelijk te maken voor onderzoek.
De laatste zes jaar van zijn leven woonde hij uitgesproken teruggetrokken in een Welsh pension in Bloomsbury.
Wenzel had een stabiele gezondheid, maar overleed niettemin op relatief jonge leeftijd van 38 jaar aan een bloedvergiftiging. Uit verdere sectie werd een dubbele longontsteking vastgesteld.
Na zijn dood schonk zijn vader zijn nalatenschap aan boeken en manuscripten aan de Deutsche Morgenländische Gesellschaft dat zich begin 21e eeuw in de Universiteits- en Landsbibliotheek bevindt van Halle.